# Aspidoscelis deppii
Espèce
Synonymes
- Cnemidophorus deppii Wiegmann, 1834
- Cnemidophorus deppei Wiegmann, 1834
- Aspidoscelis deppei (Wiegmann, 1834)
- Cnemidophorus decemlineatus Hallowell, 1861
- Cnemidophorus lativittis Cope, 1878
- Cnemidophorus alfaronis Cope, 1894
- Cnemidophorus deppei oligoporus Smith, 1939
- Cnemidophorus deppei infernalis Duellman & Wellman, 1960
- Aspidoscelis deppei infernalis (Duellman & Wellman, 1960)
- Cnemidophorus deppei schizophorus Smith & Brandon, 1968

Statut de conservation UICN

 LC  : Préoccupation mineure
Aspidoscelis deppii est une espèce de sauriens de la famille des Teiidae.

## Répartition
Cette espèce se rencontre :
- au Mexique dans les États du Michoacán, du Yucatán, du Guerrero, d'Oaxaca et du Chiapas ;
- au Guatemala ;
- au Salvador ;
- au Honduras ;
- au Nicaragua ;
- au Costa Rica.

Sa présence est incertaine au Belize.

## Liste des sous-espèces
Selon The Reptile Database (16 août 2015) :
- Aspidoscelis deppii infernalis (Duellman & Wellman, 1960)
- Aspidoscelis deppii deppii (Wiegmann, 1834)
- Aspidoscelis deppii schizophorus (Smith & Brandon, 1968)

## Étymologie
Cette espèce est nommée en l'honneur de Ferdinand Deppe.

## Publications originales
- Duellman & Wellman, 1960 : A Systematic Study of the Lizards of the Deppel Group:(Genus Cnemidophorus) in Mexico and Guatemala. Miscellaneous publications, Museum of Zoology, University of Michigan, no 111, p. 1-81 (texte intégral).
- Smith & Brandon, 1968 : Data Nova Herpetologica Mexicana. Transactions of the Kansas Academy of Science, vol. 71, no 1, p. 49-61.
- Wiegmann, 1834 : Herpetologia mexicana, seu Descriptio amphibiorum Novae Hispaniae quae itineribus comitis De Sack, Ferdinandi Deppe et Chr. Guil. Schiede in Museum zoologicum Berolinense pervenerunt. Pars prima saurorum species amplectens, adjecto systematis saurorum prodromo, additisque multis in hunc amphibiorum ordinem observationibus. Lüderitz, Berlin, p. 1-54 (texte intégral).